# Orchard Lake Village
Orchard Lake Village város az USA Michigan államában, Oakland megyében. Lakosainak száma 2238 fő (2020. április 1.).

## Népesség
A település népességének változása:

| 2010 | 2 375 |
| 2020 | 2 238 |